# Рожден
Ро́жден (болг. Рожден) — село в Бургаській області Болгарії. Входить до складу общини Руєн.

## Населення
За даними перепису населення 2011 року у селі проживала 421 особа.
Національний склад населення села:
| Національність   | Кількість осіб | Відсоток |
| ---------------- | -------------- | -------- |
| турки            | 416            | 98,8%    |
| болгари          | 5              | 1,2%     |
| цигани           | 0              | 0%       |
| інша             | 0              | 0%       |
| не визначились   | 0              | 0%       |
| Всього відповіли | 421            |          |

Розподіл населення за віком у 2011 році:
Динаміка населення: